# Großer Brand von Bukarest

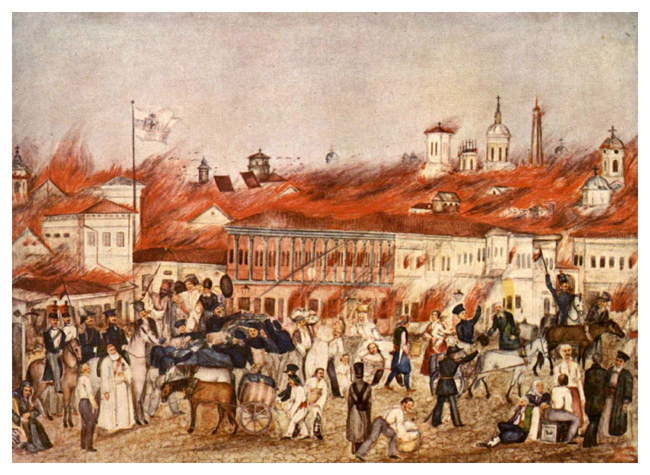
Großer Brand von Bukarest, Mustacoff

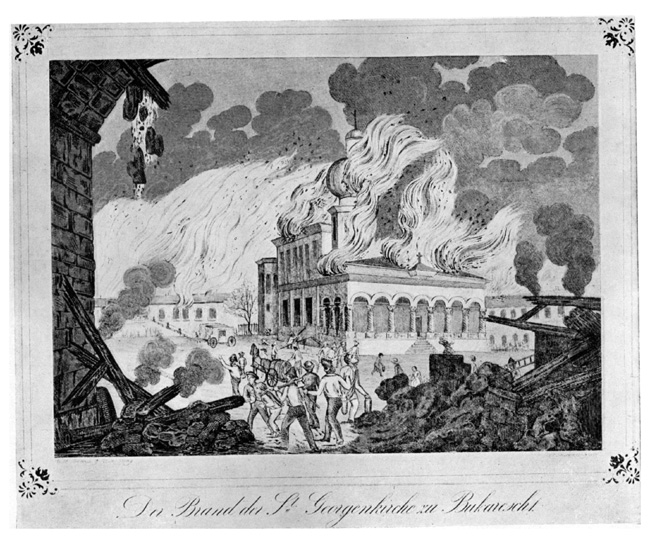
St.-Georgskirche brennt

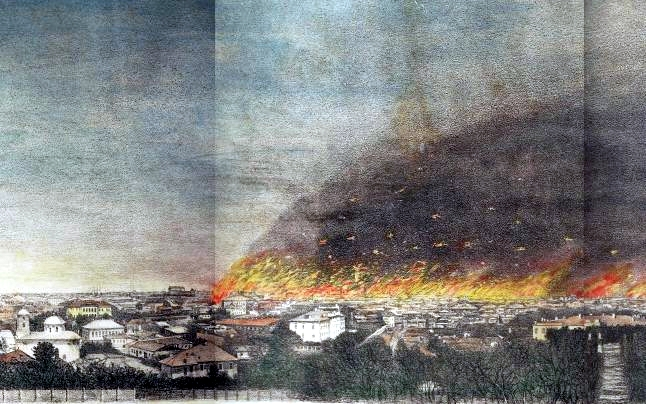
Großer Brand von Bukarest, kolorierter Stich

Der Große Brand von Bukarest (rumänisch Marele incendiu din București oder Focul cel mare) war ein Großbrand in Bukarest, der am 23. März 1847 das städtische Handelsviertel weitgehend zerstörte. Dem Feuer fielen 1850 Gebäude zum Opfer, d. h. ein Drittel der damaligen Stadt, darunter laut Aufzeichnungen des Fürsten Gheorghe Bibescu „der bevölkerungsreichste und reichste Teil von Bukarest“.

## Hintergrund
Im 19. Jahrhundert bestanden die Häuser in Bukarest größtenteils noch aus Holz, was sie zusammen mit den überfüllten engen Gassen anfällig für Feuer machte. Die Phanariotenherrscher organisierten daraufhin Feuerwachen, um den Sitz des Agha (Kommandeur) und die Residenzen der Spătar (Hochadel in den feudalen rumänischen Fürstentümern) zu schützen. Während der Ära des Organischen Reglements wurde ein moderner Feuerwehrtrupp organisiert, der mit westeuropäischen Löschfahrzeugen ausgestattet war.

## Der Brand
Das Feuer brach am Nachmittag im Haus der Cluceress Zoița Drugăneasca aus, in der Nähe des Metochi des Bistums Buzău, an der St. Demetrius-Kirche.
Aufgrund des starken Südwindes verbreitete sich das Feuer auf einer annähernd dreieckigen Fläche in Richtung Curtea Veche und Artilleriegebäude (Pușcăria), dann weiter in Richtung Lipscani und St.-Georgs-Kloster. Die Flammen erloschen schließlich an den offenen Flächen des Stadtrandes.
Der Rest der Stadt blieb dank des Eingreifens der von Soldaten unterstützten Feuerwehr verschont.
Opfer der Flammen wurden das St. Demetrius-Viertel, die Geschäftsstraßen Ulița Franțuzească (heute Strada Franceză), Ulița Nemțească (heute Strada Smârdan), Șelari, das Artilleriegebäude auf der Piața de Flori, die Innenstadt Lipscani (von Picollo bis Marchitani), den Hanul lui Zamfir, das Papazoglu-Viertel, den Kuckucksmarkt (Târgul Cucului), das Sternenviertel (Mahalaua Stelei), die neue und alte St.-Georgs-Kirche und die Kirchen Bărăția, Udricani, St. Vineri, Lucaci und St. Stephan.
Die Angaben zu Opferzahlen variieren sehr stark und bewegen sich zwischen 15 und 60 Toten. Das Feuer verbrannte 158.730 Stânjeni (ca. 61,38 Hektar), darunter 1850 Gebäude, unter denen 686 Privathäuser, 1142 Geschäfte, 10 Gasthäuser und 12 Kirchen waren. Der Schaden wurde damals auf 100 Millionen Lei geschätzt.

## Wiederaufbau

### Wiederaufbaufonds
Nachdem das Feuer gelöscht war, begannen die Behörden mit dem Wiederaufbau. Für den Wiederaufbau der Stadt wurde ein Fonds geschaffen. Prinz Gheorghe Bibescu war der erste Spender, er steuerte 6000 Lei bei, weitere Institutionen beteiligten sich mit 2.200.000 Lei:
- der Metropolit der rumänisch-orthodoxen Kirche steuerte ein Viertel ihres Jahreseinkommens bei, 500.000 Lei
- die Nationalbank steuerte ihre gesamten Einnahmen bei, 220.000 Lei
- die rumänischen Klöster im Besitz der griechischen Kirche, 700.000 Lei
- das Finanzministerium steuerte seinen Reservefonds bei, 300.000 Lei
- die Angestellten und Soldaten steuerten einen Monatslohn bei, 300.000 Lei
- der Rathausverein steuerte 180.000 Lei bei[1]

Die Königshöfe von Wien, Istanbul und Petersburg trugen ebenso bei wie Kaufleute aus Leipzig und Bankiers (Familie Rothschild und Sinas), die 3401 Taler (45.584 Lei) beisteuerten. Auch das Fürstentum Moldau unter Vasile Alecsandri leistete einen bedeutenden Beitrag von 50.715 Lei. Zusätzliche Geldspenden kamen von Bukarester Bürgern, die nicht vom Brand betroffen waren, sowie von Menschen, die außerhalb der Hauptstadt lebten (276.357 Lei).

### Wiederaufbaukommission
Um den Menschen zu helfen, die ihre Häuser und Geschäfte verloren hatten, wurde eine Kaufmannskommission geschaffen, die die Verwendung des Wiederaufbaufonds überwachen und bei der Wiederaufnahme des Handels helfen sollte. Außerdem erhob sie Pflichtbeiträge von den Gehältern der Angestellten und den Einkünften der Kirche. Die Kommissionsmitglieder waren Ion Otetelișanu, Mihai Califarov und Lazăr Kalenderoglu.
Die Kommission begann mit einer Zählung der verbrannten Gebäude und sammelte Informationen über die Namen der Eigentümer und Mieter, den Beruf des Eigentümers, die Art der Gebäude, den Wert des Hauses, den Wert der darin befindlichen Dinge usw. Am 26. Juni 1847 wurde eine Liste veröffentlicht, die die Einzelheiten enthielt, z. B. wie man die Summe von 2.573.250 Lei auf 1559 betroffene Grundbesitzer aufteilen wollte.
Die größten Hilfsgelder gingen an die betroffenen Bojaren, wichtige Kaufleute und sogar Verwandte der Kommissionsmitglieder (wie Elenca Califarov, die 8000 Lei erhielt), wobei es zu einem Ungleichgewicht kam, da einige von ihnen über 10.000 Lei, während viele der ärmeren Menschen nur 100–200 Lei erhielten. Dies führte zu Unzufriedenheit, einige ärmere Handwerker schickten Petitionen und weigerten sich, die Summen anzunehmen.
Auch ausländische Konsuln intervenierten und verteilten selbst Geld: Der russische Konsul verteilte eine Summe von 236.800 Lei, während der französische Konsul mit einer Liste von 12 Protegés intervenierte, von denen sie der Meinung waren, dass sie keine faire Entschädigung erhalten hatten.
Ein Abschlussbericht wurde im April 1848 veröffentlicht. Der Bericht der Kommission besagte, dass 52 Personen sich immer noch weigerten, ihr Hilfsgeld anzunehmen. Eine Summe von 3.195.759 Lei wurde demnach auf 2887 Betroffene aufgeteilt. Der Metropolit von Bukarest behielt etwas Geld zum Wiederaufbau der abgebrannten Kirchen: 12.000 Lei für die alte St.-Georgs-Kirche, 8.000 Lei für die Vergului-Kirche, 10.000 für die Lucaci-Kirche, 6.000 Lei für die St.-Stephans-Kirche, 8000 Lei für die Ceauş-Radu-Kirche und 6000 Lei für die Olteni-Kirche.

### Neue Stadtstruktur
Auf Anregung eines Zivilbeamten, der aus der Zeit der russischen Militärverwaltung in der Walachei verweilte, ergriff die Regierung einige Maßnahmen zur Systematisierung der durch den Brand zerstörten Stadtgebiete. Dafür wurde dem Wiederaufbaufonds eine Summe von 230.552 entnommen, um sie an die Grundeigentümer auszuzahlen, die ihr Land enteignen ließen.
Major Rudolf Arthur von Borroczyn, der Leiter der technischen Abteilung, hatte eine wichtige Rolle in der Stadtplanung. Er schlug vor, dass die Straßen wohl den ursprünglichen Richtungen folgen, aber breiter gebaut werden und die Gebäude einigen Sicherheitsregeln folgen sollten.

## Nachwirkungen
Der Umgang mit dem großen Brand und seinen Auswirkungen regte auch bislang kritische Stimmen zu Äußerungen des Respekts und der Anerkennung gegenüber den Rumänen an. Timotei Cipariu schrieb in Organul luminării, dass die „Hilfe für die Opfer in der Walachei von einer Großzügigkeit und Begeisterung [ist], wie man in den Annalen der Menschheit nichts dergleichen findet.“ Ioan Maiorescu kommentiert: „Inmitten der Schmerzen, die wir immer noch empfinden, schmecken wir auch die süße Befriedigung, zu sehen, wie der Charakter der rumänischen Nation sich in all seiner Pracht entfaltet.“